# 施盧恩湖
54°11′N 10°28′E / 54.19°N 10.47°E

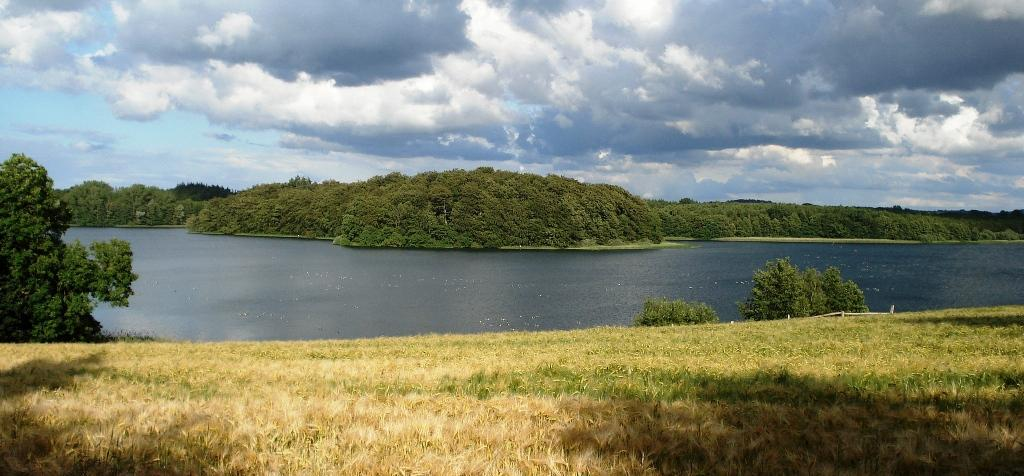

施盧恩湖（德語：Schluensee），是德國的湖泊，位於該國北部石勒蘇益格-荷爾斯泰因州，由普倫縣負責管轄，長2公里、寬0.6公里，面積1.3平方公里，海拔高度23米，平均水深16米，最大水深45米，水體容量2,070萬立方米。